# Наталін (гміна Аннополь)
Наталін (пол. Natalin) — село в Польщі, у гміні Аннополь Красницького повіту Люблінського воєводства.
Населення — 140 осіб (2011).
У 1975-1998 роках село належало до Тарнобжезького воєводства.

## Демографія
Демографічна структура станом на 31 березня 2011 року:
|          | Загалом | Допрацездатний вік | Працездатний вік | Постпрацездатний вік |
| -------- | ------- | ------------------ | ---------------- | -------------------- |
| Чоловіки | 73      | 8                  | 50               | 15                   |
| Жінки    | 67      | 13                 | 32               | 22                   |
| Разом    | 140     | 21                 | 82               | 37                   |